# كيم جين-هيون
كيم جين-هيون (هانغل: 김진현) هو لاعب كرة قدم كوري جنوبي في مركز الوسط، ولد في 29 يوليو 1987 في Haenam County ‏ في كوريا الجنوبية. لعب مع نادي جيونجنام ‏.

## وصلات خارجية
- كيم جين-هيون على موقع دوري كوريا الجنوبية (الإنجليزية)
- كيم جين-هيون على موقع قاعدة بيانات كرة القدم.إي يو (الإنجليزية)
- كيم جين-هيون على موقع Soccerway.com (الإنجليزية)